# シーキャット (潜水艦)
シーキャット (USS Sea Cat, SS/AGSS-399) は、アメリカ海軍の潜水艦。バラオ級潜水艦の一隻。艦名は淡水魚がほとんどを占めるナマズ目（Catfish）の中で、例外的に海水魚であるハマギギ科とゴンズイ科に属する120種ほどの総称に因んで命名された。

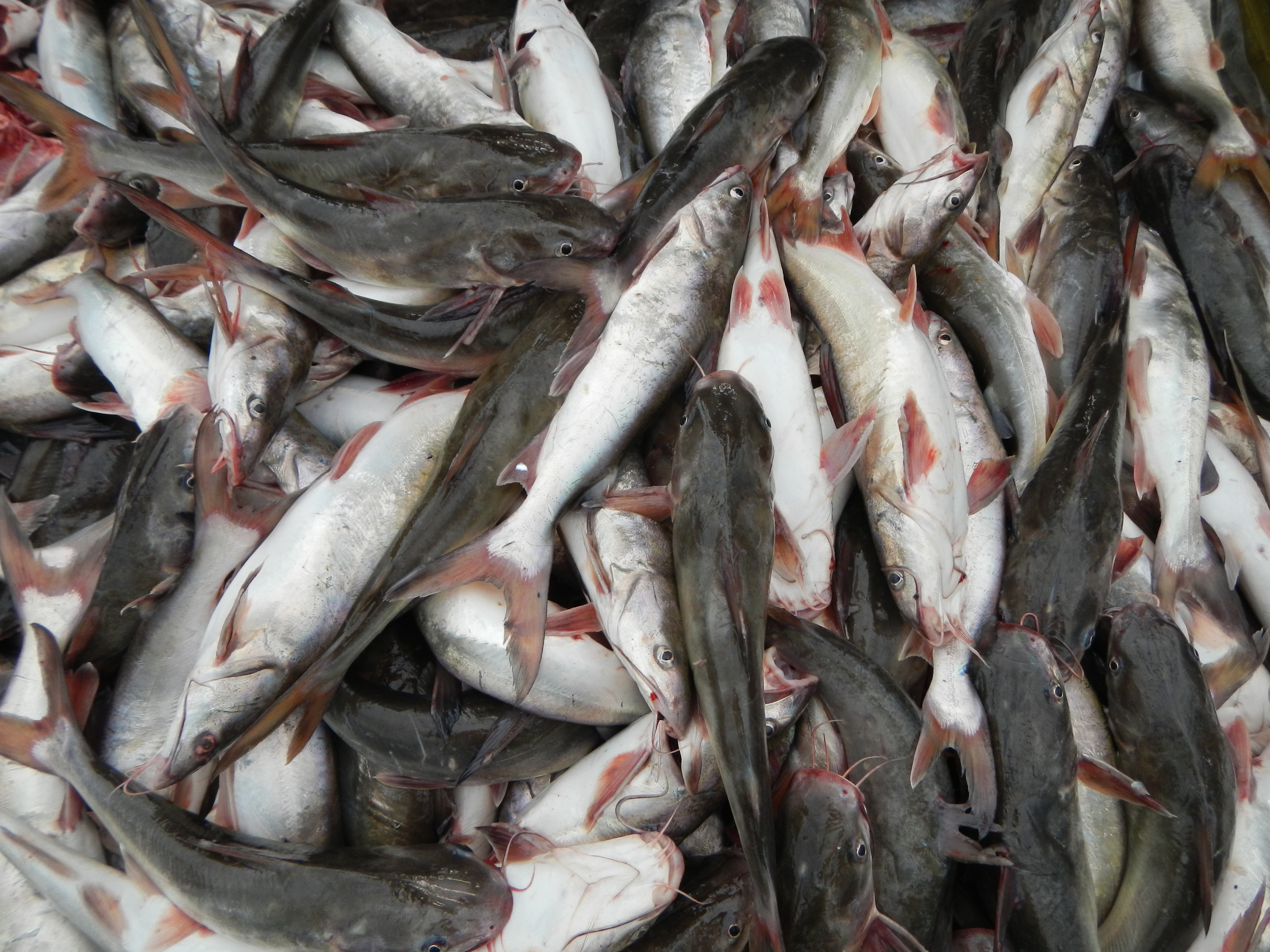
マニラ・シーキャット（Manila sea catfish）

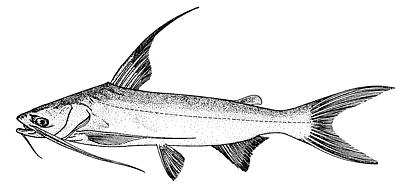
ガフトップセイル・シーキャット（Gafftopsail sea catfish）

## 艦歴
シーキャットは1943年10月30日にメイン州キタリーのポーツマス海軍造船所で起工した。1944年2月21日にE・L・コクレーンによって命名、進水し、5月16日に艦長ロブ・ロイ・マクレガー中佐（アナポリス1929年組）の指揮下就役する。ニューイングランド海岸沖での公試および整調後、シーキャットは8月28日にニューロンドンを出航し、パナマ運河経由でハワイに向かった後、ハワイ海域での訓練を行った。

### 哨戒
10月28日、シーキャットは最初の哨戒でパンパニト (USS Pampanito, SS-383)、パイプフィッシュ (USS Pipefish, SS-388)、シーレイヴン (Searaven, SS-196) と共にウルフパックを構成し南シナ海に向かった。ミッドウェー島とサイパン島を経由して南シナ海の哨戒海域に入り活動。12月3日、シーキャットは北緯06度31分 東経106度12分 / 北緯6.517度 東経106.200度の地点で南下してくるヒ83船団を僚艦とともに迎え撃ち、シーキャットは2隻の日本商船に向けて雷撃し、マクレガー艦長は両方とも撃沈し15,000トンもの戦果を挙げたと考えたが、戦後の日本の記録ではタンカーはりま丸（石原汽船、10,045トン）を撃破したことが分かった。シーキャットは37日間を哨戒海域で過ごした。12月28日、シーキャットは58日間の行動を終えてグアムアプラ港に帰投。艦長がリチャード・H・バワーズ（アナポリス1938年組）に代わった。
2月1日、シーキャットは2回目の哨戒でセグンド (USS Segundo, SS-398)、レザーバック (USS Razorback, SS-394) とウルフパックを構成し東シナ海に向かった。シーキャットは九州沖での哨戒活動中、2月19日には300トンの貨物船に砲撃を加え、2月15日には小型貨物船を雷撃したが魚雷は命中しなかった。3月6日には2,000トン級貨物船に雷撃を行い撃沈を報告したが、日本の記録ではそれを補うものはなかった。3月24日、シーキャットは52日間の行動を終えてミッドウェー島に帰投した。
4月27日、シーキャットは3回目の哨戒で東シナ海および黄海方面に向かった。5月25日、シーキャットは北緯37度29分 東経124度01分 / 北緯37.483度 東経124.017度の地点で海上トラックの集団を発見し、魚雷で3隻撃沈した。6月7日、シーキャットは他の6隻の潜水艦と共に日本軍の輸送船団を攻撃。400トン級の敵船に対して雷撃と砲撃を行って、撃沈した船から2名の生存者を乗艦させ、尋問を行った。6月25日、シーキャットは57日間の行動を終えて真珠湾に帰投した。
8月6日、シーキャットは4回目の哨戒で千島列島に向かう。しかしながら哨戒海域に到着後、終戦の知らせが入る。シーキャットは日本本土へ向かうことを命じられ、9月2日に東京湾で行われた降伏式典に臨席し、翌9月3日に出港してグアムに向かった。9月7日、シーキャットは27日間の行動を終えてアプラ港に帰投した。
シーキャットは第二次世界大戦の戦功で3個の従軍星章を受章した。

### 戦後
シーキャットはアプラ港での短期間の停泊後、帰国の途に就く。サンディエゴでの作戦活動を1946年の春まで行った後、サンフランシスコ湾に向かい、1946年4月15日にオーバーホールのためメア・アイランド海軍造船所に到着した。オーバーホール作業は7月26日に終了し、シーキャットはサンディエゴに向かう。サンディエゴを8月12日に出航し、最初の模擬哨戒に向かう。この巡航ではハワイ、カントン島、スウェインズ島、サモア、アタフ島、青島、上海を訪問した。巡航を終えるとシーキャットは大西洋艦隊に配属された。
シーキャットは1947年1月12日にパナマ運河地帯のバルボアに到着、その後2年半をバルボア沖での訓練に費やし、1949年6月に母港はキーウェストに変更された。その年の秋、次回のオーバーホールで実験用の変更が実施されることが決定した。9月30日に AGSS-399 （実験潜水艦）に艦種変更され、11月7日にフィラデルフィア海軍造船所に入渠した。改修作業は1950年3月11日に完了し、シーキャットはニューロンドンを経由してキーウェストに帰還した。キーウェストを拠点として作戦活動に従事し、1952年1月9日にフィラデルフィアに向かう。1月15日に到着、シーキャットはフリート・シュノーケル改修が行われ、再度 SS-399 へ艦種変更された。オーバーホールと改修が完了すると、シーキャットは1952年6月26日にフィラデルフィアを出航しキーウェストに帰還した。母港を拠点としてカリブ海、メキシコ湾およびアメリカの南海岸で活動し、1966年7月に大西洋を横断、地中海で第6艦隊と共に4ヶ月間の配備に就いた。10月30日にキーウェストへ帰還すると、その後はカリブ海およびフロリダ海域で定時任務を再開した。シーキャットは1968年12月2日に退役し、同日除籍された。その後1973年5月18日にスクラップとして売却された。